# ソニンケ語
ソニンケ語 (ソニンケご、Soninke、ソニンケ語: Sooninkanxanne)は、マンデ語派に属する言語である。話者は西アフリカに居住するソニンケ族の人々である。話者数は推定で1,096,795人であり、主にマリ共和国に居住する。いくつかの重要なコミュニティがセネガル、コートジボワール、ガンビア、 モーリタニア、ギニアビサウ、ギニアにある。マリ共和国、セネガル、モーリタニアで国語として扱われている。
言語としては比較的均一であり、語彙、音韻や文法のバリエーションはわずかである。
言語学的にニジェール内陸デルタの中央部で話されているボゾ語と近い関係にある。
イムラゲン語はソニンケ語の方言であると考えられているが、確定していない。

## 言語名別称
- Aswanek, Aswanik, Azer, Ceddo, Cheddo, Gangara, Genger, Kwara, Maraka, Marka, Markaajo, Markakan, Sarakole, Sarakolle, Sarakule, Sarakulle, Sarangkole, Sarangkolle, Saraxuli, Sebbe, Serahule, Serecole, Soninkanxanne, Sooninke, Wakkore, Wankara

## 方言
- Geriga (Giriga)
- Kinbakka
- Kinxenna